# Augustus (transatlantico 1926)
L'Augustus è stato un transatlantico italiano costruito dai cantieri navali G. Ansaldo & C. di Sestri Ponente per la società Navigazione Generale Italiana di Genova.

## Costruzione
Dopo la fine della prima guerra mondiale, molte compagnie di navigazione hanno progettato la costruzione di nuove navi, una volta che la situazione economica fosse migliorata. La compagnia italiana Navigazione Generale Italiana ordinò ai cantieri Ansaldo la costruzione di due transatlantici. La prima nave fu il transatlantico Roma, varato all'inizio del 1926,  la seconda, varata nel dicembre dello stesso anno è stata battezzata Augustus ed ebbe come madrina del varo Edda Mussolini figlia del capo del governo italiano Benito Mussolini. L'Augustus era all'epoca la più grande e veloce nave passeggeri sulla rotta tra l'Europa e il Sud America, e la più grande motonave passeggeri al mondo. A differenza della gemella Roma, equipaggiata con propulsione a vapore con caldaie e turbine, essa era invece dotata di propulsione diesel con quattro motori Savoja M.A.N a 2 tempi doppio effetto che sviluppavano 28.000 CV di potenza, consentendo alla nave di raggiungere la velocità di 20 nodi. Gli interni erano decorati in stile neobarocco e liberty, con la partecipazione tra l'altro del pittore Galileo Chini. L'Augustus fu la prima nave ad avere un ponte lido con piscina all'aperto. Esso rimane tutt'oggi il più grande transatlantico a propulsione diesel a quattro eliche mai costruito.

## Servizio

Il transatlantico Augustus in servizio con N.G.I. nei primi anni '30.

La nave levò gli ormeggi per il viaggio inaugurale il 10 novembre 1927 sulla linea Genova - Napoli - Buenos Aires operando inizialmente sulle rotte verso il Sud America, mentre la gemella era destinata sulle rotte del Nord Atlantico. Successivamente l'Augustus venne destinato alle rotte verso il Nord America effettuando il 28 agosto 1928 il suo primo viaggio Genova - Napoli - New York.
Il 28 dicembre 1931 a New York ebbe termine l'ultimo viaggio sotto le insegne della Navigazione Generale Italiana e al suo arrivo a New York la nave venne trasferita alla neo costituita Italia - Società di Navigazione in quanto dal 1º gennaio la società Navigazione Generale Italiana confluì, insieme ad altre Compagnie di Navigazione nella Italia - Società di Navigazione. La nave fece il viaggio di ritorno da New York a Genova con le insegne della nuova compagnia. La nave fece suo primo viaggio Genova - Napoli - New York per conto della Società di Navigazione Italia il 1º marzo 1932, mentre l'ultimo avvenne nel settembre 1933, al termine del quale la nave venne nuovamente trasferita sulle rotte per il Sud America.

### Seconda guerra mondiale
Nel 1941, durante la seconda guerra mondiale, Augustus e Roma  vennero requisite dalla Regia Marina per essere trasformate in portaerei. L'Augustus venne ribattezzato prima Falco e poi Sparviero, ma a causa delle sempre maggiori difficoltà belliche non fu possibile portare a terminare i lavori, quali, all'armistizio, erano ancora appena all'inizio, essendo state eliminate le sovrastrutture. Lo scafo venne catturato dai tedeschi e dalle forze della Repubblica di Salò.
Nel settembre del 1944 i tedeschi in ritirata, per impedire l'utilizzo del porto di Genova da parte degli alleati, rimorchiarono la nave all'imboccatura del porto di Genova autoaffondandola.
Nel 1947, a guerra terminata, l'unità fu recuperata e successivamente venduta per demolizione, che venne completata nel 1951.

## Documento cinematografico
Il film Il varo della motonave Augustus, documento di archeologia industriale, è conservato presso la cineteca della Fondazione Ansaldo. Nella cornice l'Italia del 1926 che si «autocelebra non solo nel prodotto transatlantico, ma anche nella visione interclassista e corporativa della società espressa dall'evento: operai e gerarchi, maestranze e autorità, borghesia e proletariato, (...)».